# Двадесета романијска бригада НОВЈ
Двадесета источнобосанска романијска бригада била је војна јединица НОВЈ формирана у мају 1944. у околини Власенице. Истакла се у борбама за ослобођење Сарајева (10. априла 1945).

## Ратни пут

### Формирање
Романијска бригада НОВЈ формирана је 20. маја 1944. у селу Цикотама код Власенице, од Романијског партизанског одреда и 1. батаљона Петнаесте мајевичке бригаде из 17. дивизије НОВЈ. Од формирања до краја рата налазила се у саставу 27. источнобосанске дивизије НОВЈ. Приликом формирања имала је 3 батаљона са око 500 бораца.

### Борбе на Дрини
Романијска бригада је 25. маја 1944. ослободила Сребреницу и Братунац, пошто је у њима разбила по једну сатнију домобранског 8. посадног здруга. У садејству са Сребреничким партизанским одредом, Бригада је очистила тај крај од усташке милиције, али је једна усташка бојна (батаљон) повратила 2. јуна Сребреницу, а 4. јуна и Братунац. Неколико покушаја да се у току месеца Сребреница поново ослободи, остало је без успеха. У тим борбама Романијска бригада је имала знатне губитке.
Крајем јуна Бригада је пребачена на Романију, где је већ средином јула захваћена немачким операцијама (операција Röslein од 17. до 28. јула 1944) чији је циљ био спречавање продора дивизија 12. војвођанског и 3. босанског корпуса НОВЈ у Србију. У оквиру операција и настојања да се 17. дивизији обезбеди прелаз преко Дрине, Бригада је више од месец дана водила тешке борбе са деловима немачке 7. и 13. СС Ханџар дивизије, четничким Романијским корпусом и 1. усташким здругом (код Соколовића 17. јула, за Хан-Пијесак 23/24. јула, за ослобођење Власенице 10. августа и др), тако да јој је бројно стање, крајем августа, сведено на 332 борца.
У септембру се Романијска бригада брзо опоравила, 12/13. септембра ослободила је Зворник, а на Пожарници је 21. и 22. октобра водила тешке борбе са групом бригада четничког Мајевичког корпуса. До средине октобра, када је Бригада поново кренула на Романију, бројно стање је износило 711 бораца.

### Повлачење групе армија Е
У октобру се прилив бораца наставио, па је 22. октобра 1944. формиран и 4. батаљон, а бројно стање се попело на преко 1.000 бораца, чему су допринели и успеси Бригаде: ослобођење Рогатице 24. октобра и Праче 25. октобра и уништење железничке пруге од Месића до Подграба у дужини од 20 км. Због изразите надмоћности непријатеља, у борбама од 31. октобра до 3. новембра Бригада није успела да задржи Рогатицу, нити да је у нападима  5. и 11. новембра поново ослободи, јер је немачки 5. СС корпус вршио прихват челних јединица групе армија Е која се повлачила из Грчке. Са претходницом групе армија Е Романијска бригада је од 17. новембра водила упорне борбе наредних месец дана, нападајући углавном бочна обезбеђења. Највећи успех је постигнут 28/29. новембра код Хан-брда на планини Сјемећ, када је Романијска бригада у садејству са Шеснаестом муслиманском бригадом уништила немачку колону са 176 моторних возила, а потом неколико дана на планини Копито успорила покрет немачке борбене групе Граф (СС пук Скендербег) коај се пробијала према Власеници.
У децембру су на Романију почеле пристизати јединице Драже Михајловића из Србије, које су се заједно са групом армија Е повлачиле преко Санџака. Са њима је Романијска бригада од 8. до 20. децембра 1944. водила свакодневне борбе код Праче, на Гласинцу, планини Копиту, Деветаку и Милан-планини. После борбе на Милан-планини, 19. и 20. децембра, која је трајала непрекидно 36 часова, Романијска бригада се пребацила у позадину непријатељских колона, па је, пошто је ушла 22. децембра без борбе у Власеницу, сутрадан на њеним прилазима разбила четнички Тимочки корпус, и избацила из борбе 150 четника. Потом 27. децембра код Ђурђевика из позадине је напала главну четничку групацију која је вршила напад на Тузлу, чиме је знатно убрзала сламање четничког напада.
Уочи безуспешног напада на Власеницу (8—11. јануара 1945), коју је бранила немачка 963. тврђавска пешадијска бригада, Романијска бригада је попуњена са 327 нових бораца из Србије. Бригада је 11. јануара ослободила Хан Пијесак, али га је већ 15. јануара морала напустити под притиском немачке 22. пешадијске дивизије која се од Соколца пробијала према Власеници и Зворнику. Пошто је 28. јануара ослободила Кладањ, у којем је попуњена са 180 нових бораца, Романијска бригада је од 9. до 19. фебруара 1945. учествовала у борбама за ослобођење Зворника.

### Сарајевска операција
После ослобођења Зворника, Романијска бригада је попуњена са 195 нових бораца и пребачена у првој половини марта на Гласинац ради учешћа у Сарајевској операцији. Од 13. марта до 3. априла  водила је на Чавчем пољу свакодневне борбе са деловима немачке 181. пешадијске дивизије ради одсецања немачког гарнизона у Соколцу. После ослобођења Соколца, Романијска бригада је у борбама за ослобођење Сарајева, у садејству са вратничким ударним групама, продрла преко Вратника  5. априла, пред вече, до Вијећнице и Баш-чаршије, и заробила 248 домобрана.
После ослобођења Сарајева, Романијска бригада је у саставу 27. источнобосанске дивизије гонила непријатеља долином Босне: 15. априла после четвородневних борби и 153 погинула и рањена борца, ослободила је Завидовиће, 16. априла Маглај и 17. априла Добој. До завршетка рата учествовала је у чишћењу околине тих места од заосталих непријатељских војника.